# Coutouvre
 (février 2017).
- Si vous ne connaissez pas le sujet, laissez ce bandeau (vous pouvez alors contacter les auteurs).
- Si vous supprimez le contenu mis en cause (vous pouvez préalablement contacter les auteurs),

argumentez précisément cette suppression dans la page de discussion
(un manque de référence n'est pas un argument ; une recherche réelle de référence doit avoir été effectuée, être formellement documentée).
Coutouvre est une commune française située dans le département de la Loire en région Auvergne-Rhône-Alpes.

## Géographie
Coutouvre se trouve à 15 km du centre de Roanne.

### Climat
Pour des articles plus généraux, voir Climat d'Auvergne-Rhône-Alpes et Climat de la Loire.
En 2010, le climat de la commune est de type climat des marges montargnardes, selon une étude du Centre national de la recherche scientifique s'appuyant sur une série de données couvrant la période 1971-2000. En 2020, Météo-France publie une typologie des climats de la France métropolitaine dans laquelle la commune est exposée à un climat de montagne ou de marges de montagne et est dans la région climatique Nord-est du Massif Central, caractérisée par une pluviométrie annuelle de 800 à 1 200 mm, bien répartie dans l’année.
Pour la période 1971-2000, la température annuelle moyenne est de 10,4 °C, avec une amplitude thermique annuelle de 16,6 °C. Le cumul annuel moyen de précipitations est de 885 mm, avec 10,9 jours de précipitations en janvier et 7,5 jours en juillet. Pour la période 1991-2020, la température moyenne annuelle observée sur la station météorologique de Météo-France la plus proche, « Nandax », sur la commune de Nandax à 5 km à vol d'oiseau, est de 11,7 °C et le cumul annuel moyen de précipitations est de 916,6 mm,. Pour l'avenir, les paramètres climatiques de la commune estimés pour 2050 selon différents scénarios d'émission de gaz à effet de serre sont consultables sur un site dédié publié par Météo-France en novembre 2022.

## Urbanisme

### Typologie
Au 1er janvier 2024, Coutouvre est catégorisée commune rurale à habitat dispersé, selon la nouvelle grille communale de densité à sept niveaux définie par l'Insee en 2022.
Elle est située hors unité urbaine. Par ailleurs la commune fait partie de l'aire d'attraction de Roanne, dont elle est une commune de la couronne,. Cette aire, qui regroupe 88 communes, est catégorisée dans les aires de 50 000 à moins de 200 000 habitants,.

### Occupation des sols
L'occupation des sols de la commune, telle qu'elle ressort de la base de données européenne d’occupation biophysique des sols Corine Land Cover (CLC), est marquée par l'importance des territoires agricoles (91,9 % en 2018), une proportion sensiblement équivalente à celle de 1990 (92,1 %). La répartition détaillée en 2018 est la suivante : 
prairies (58,7 %), zones agricoles hétérogènes (31,4 %), forêts (5,5 %), zones urbanisées (2,6 %), terres arables (1,8 %). L'évolution de l’occupation des sols de la commune et de ses infrastructures peut être observée sur les différentes représentations cartographiques du territoire : la carte de Cassini (XVIIIe siècle), la carte d'état-major (1820-1866) et les cartes ou photos aériennes de l'IGN pour la période actuelle (1950 à aujourd'hui).

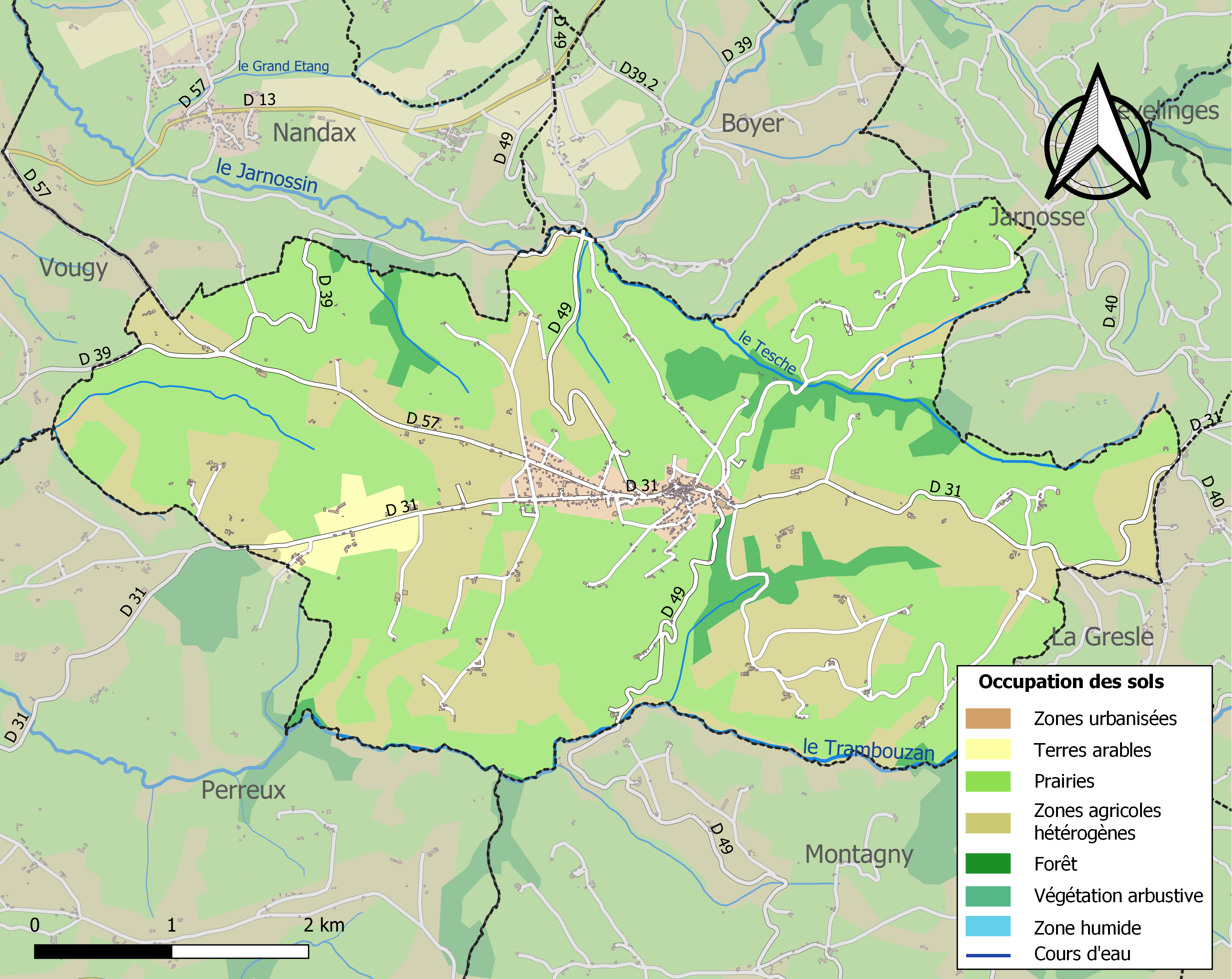
Carte des infrastructures et de l'occupation des sols de la commune en 2018 (CLC).

## Histoire
L’origine de Coutouvre remonterait à l’existence d’un village gallo-romain appelé « Costolbrum », déformé en « Costobrum » ce qui signifie « le coteau ouvert ».
Vers 970, sous le règne de Lothaire, est mentionné « Villa Cotobrio », devenu vers 1410 « Cothobrio ». Le village et ses environs furent ravagés pendant la guerre de Cent Ans par les grandes compagnies.
Le village de Coutouvre s’appela d’abord « Combouare », nom que l’on retrouve sur les cartes anciennes (et qui, par déformation, a donné « Combière », quartier que l’on retrouve à la sortie d’agglomération, le long de la route départementale 31 conduisant à Thizy), puis « Cotvre », devenu « Coultoure ». Ces noms ont été utilisés au cadastre.
Au XVIe siècle, il fut le fief de la Varenne (nom conservé par le château), pour ensuite passer à la famille d’Arcy en 1601, puis au XVIIIe siècle, aux Damas d’Audour.
Avant la Révolution, il dépendait de l'archiprêtré de Beaujeu, diocèse de Mâcon, donc en Beaujolais. Et c’est le prieur de l’abbaye de Saint-Vincent-de-Mâcon qui nomme le curé depuis le IXe siècle.
Le 29 juillet 1440, le roi Charles VII traverse la paroisse. Ce jour de la Saint-Denis deviendra fête paroissiale.
Le premier registre paroissial est ouvert en 1668.
La tour de Morland est un ancien relais de chasse des ducs de Bourgogne au XVIe siècle, alors que le pays était encore couvert de forêts.
À la Révolution la commune comptait 950 habitants.
Coutouvre fut et reste une commune rurale. L’agriculture était autrefois plus diversifiée. On y cultivait davantage de céréales, mais la viticulture était également présente.
Dans le milieu du XIXe siècle, la population était deux fois plus importante. Imaginons l’animation qui pouvait y régner avec pas moins de 17 épiciers, boulangers et de nombreux commerces sans compter les cafés (11 en 1901).
Outre l’agriculture, la région tout entière a été fortement marquée par le tissage. D’abord à domicile, puis à la fin du XVIIIe siècle il s’industrialisa avec la venue de la machine à vapeur.
Coutouvre connut la création de deux usines en 1847 et 1854. L’entreprise Lacroix fait encore aujourd’hui du moulinage de fibres synthétiques.
La fonderie de cloches Burnichon Père & Fils, établie à Coutouvre dans la seconde moitié du XIXe siècle, fondit de nombreuses cloches de qualité qui allèrent peupler nombre de clochers dans toute la région.
L’électricité arriva au bourg vers 1928, en campagne en 1938. L’eau courante et le tout-à-l’égout furent installés dans l’agglomération en 1961. Puis ce dernier fut étendu et complété par un bassin de décantation en 1980. Les rues et les chemins furent goudronnés en 1962. Le gaz naturel dessert l’agglomération depuis fin 2002.
Il n’existe pas en France de village du même nom.
Depuis le 1er janvier 2013, la communauté de communes du Pays de Perreux dont faisait partie la commune s'est intégrée à la communauté d'agglomération Roannais Agglomération.

## Politique et administration

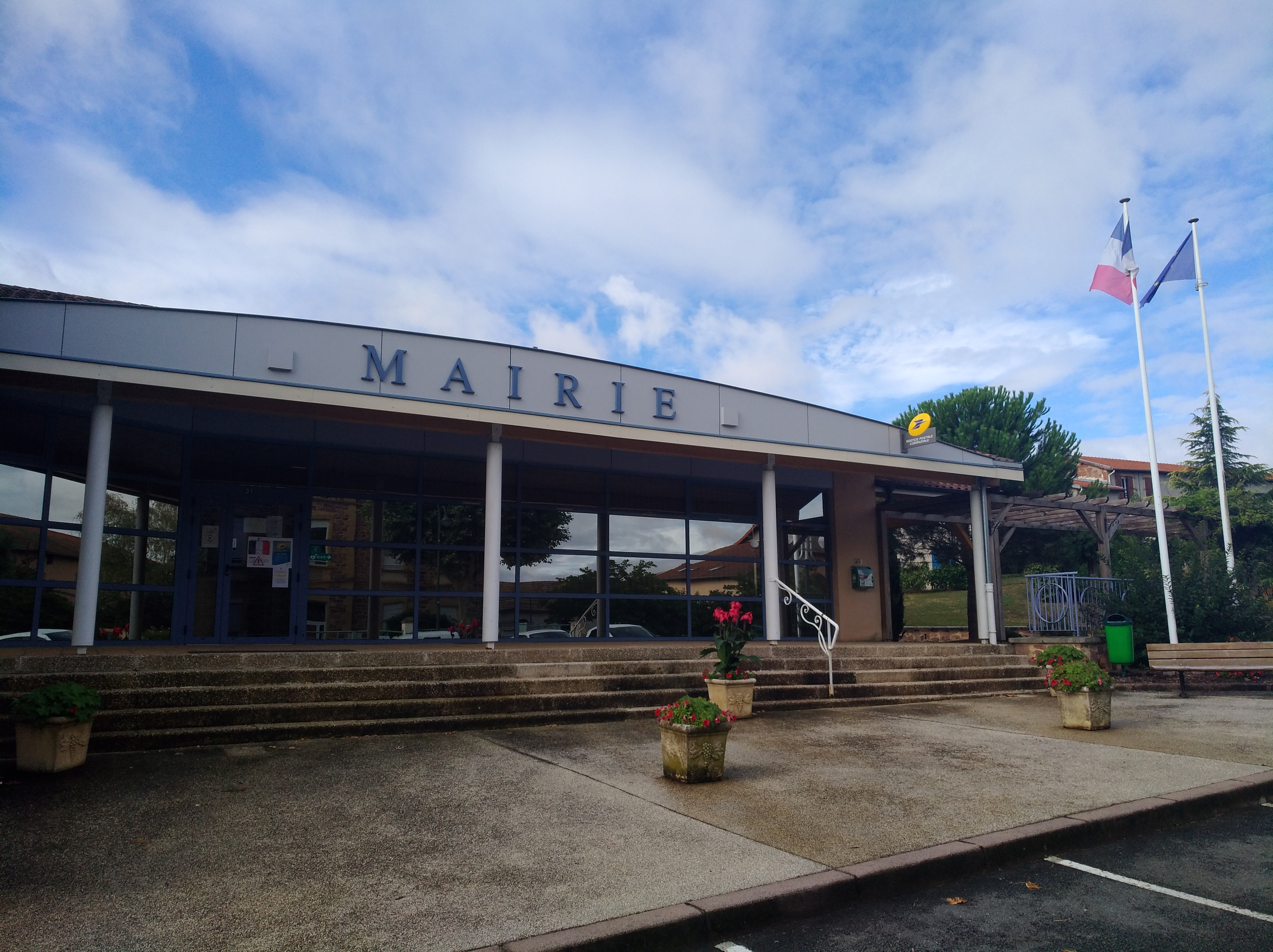
Mairie.

Le maire sortant ne s'est pas représenté aux élections municipales de 2014 ; Laurence Boyer est élue, seule représentante ; elle seule représente la commune au conseil communautaire ; le taux de participation est de 59 %.
| Période                                  | Période   | Identité        | Étiquette | Qualité                           |
| ---------------------------------------- | --------- | --------------- | --------- | --------------------------------- |
| Les données manquantes sont à compléter. |           |                 |           |                                   |
| 1835                                     |           | Fenouillet      |           |                                   |
|                                          |           | Jean Marie Prat |           |                                   |
| 1961                                     | Juin 1995 | Louis Mercier   | CD-UDF    | Agriculteur, Sénateur (1983-2001) |
| Juin 1995                                | mars 2014 | Michel Noailly  |           |                                   |
| mars 2014                                | En cours  | Laurence Boyer  | SE        | Retraitée de la fonction publique |

## Démographie
L'évolution du nombre d'habitants est connue à travers les recensements de la population effectués dans la commune depuis 1793. Pour les communes de moins de 10 000 habitants, une enquête de recensement portant sur toute la population est réalisée tous les cinq ans, les populations de référence des années intermédiaires étant quant à elles estimées par interpolation ou extrapolation. Pour la commune, le premier recensement exhaustif entrant dans le cadre du nouveau dispositif a été réalisé en 2004.

En 2022, la commune comptait 1 067 habitants, en évolution de −3,87 % par rapport à 2016 (Loire : +1,32 %, France hors Mayotte : +2,11 %).
| 1793  | 1800 | 1806  | 1821  | 1831  | 1836  | 1841  | 1846  | 1851  |
| ----- | ---- | ----- | ----- | ----- | ----- | ----- | ----- | ----- |
| 1 200 | 886  | 1 118 | 1 423 | 1 702 | 1 752 | 1 690 | 1 811 | 1 724 |

| 1856  | 1861  | 1866  | 1872  | 1876  | 1881  | 1886  | 1891  | 1896  |
| ----- | ----- | ----- | ----- | ----- | ----- | ----- | ----- | ----- |
| 1 809 | 1 881 | 1 968 | 1 944 | 2 028 | 1 957 | 1 852 | 1 701 | 1 785 |

| 1901  | 1906  | 1911  | 1921  | 1926  | 1931  | 1936  | 1946 | 1954  |
| ----- | ----- | ----- | ----- | ----- | ----- | ----- | ---- | ----- |
| 1 724 | 1 589 | 1 440 | 1 308 | 1 215 | 1 120 | 1 018 | 940  | 1 005 |

| 1962 | 1968 | 1975  | 1982  | 1990  | 1999  | 2004  | 2006  | 2009  |
| ---- | ---- | ----- | ----- | ----- | ----- | ----- | ----- | ----- |
| 909  | 892  | 1 011 | 1 084 | 1 052 | 1 024 | 1 108 | 1 107 | 1 105 |

| 2014  | 2019  | 2022  | - | - | - | - | - | - |
| ----- | ----- | ----- | - | - | - | - | - | - |
| 1 107 | 1 082 | 1 067 | - | - | - | - | - | - |

## Lieux et monuments
- La mairie

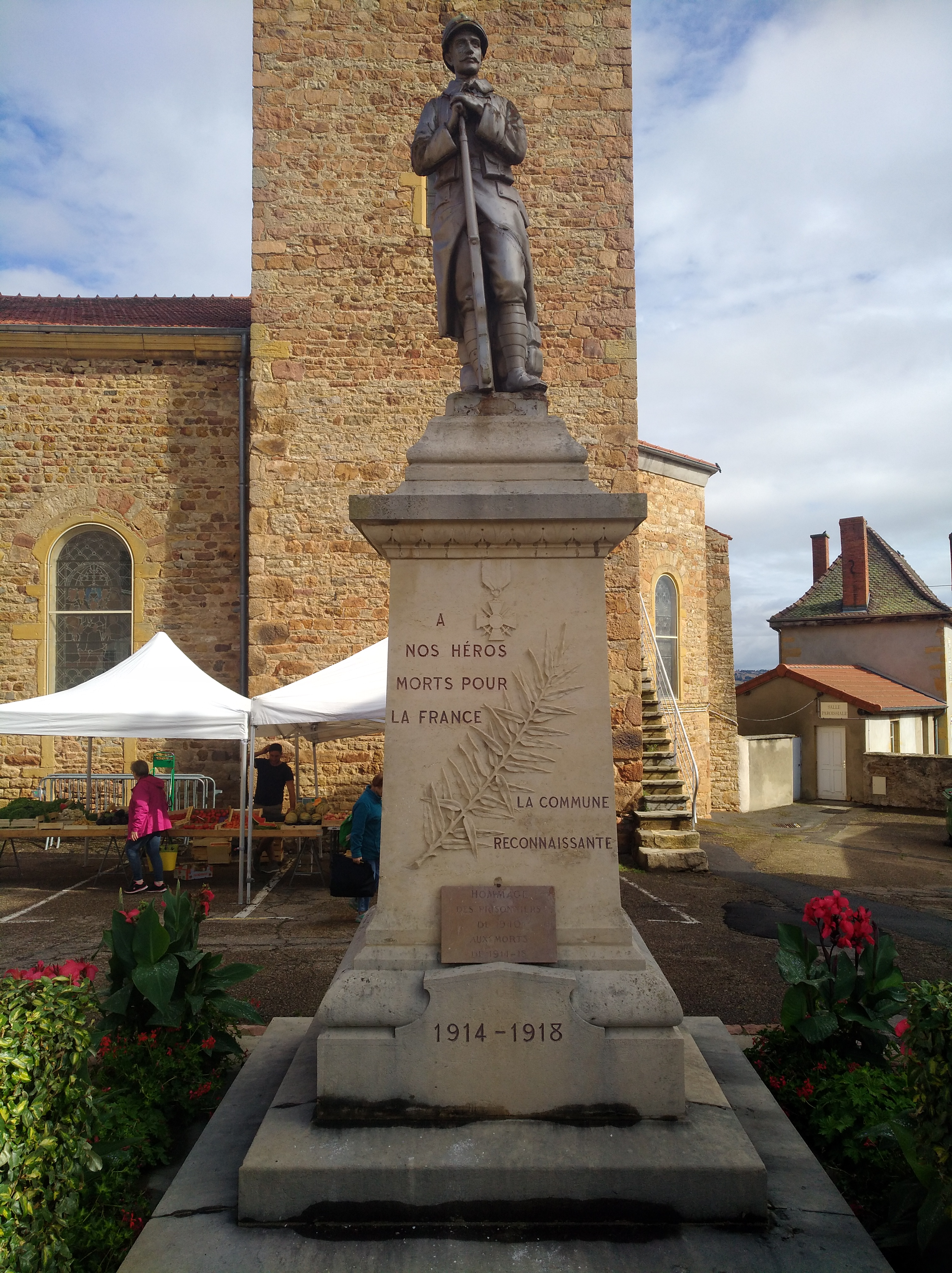
Monument aux morts.

- L'église Saint-Denis de Coutouvre
- La Madone Notre-Dame-de-Prompt-Secours
- L'école Publique
- L'école privée Notre-Dame-de-Prompt-Secours
- La grotte
- La salle Paul-Lagresle
- Textile Henri Lacroix
- Zone artisanale communale

## Personnalités liées à la commune
- Jeanne-Marie Chavoin (° 1786 - † 1858), religieuse, fondatrice de la congrégation des Sœurs maristes[18],[19].
- Jean Duperray (1910 -1993) Instituteur, syndicaliste, poète et écrivain, né à Coutouvre. https://maitron.fr/spip.php?article153907
- Jean Théodore Durosier (1793-1855), conseiller général et député de la Loire, mort au château de la Varenne.
- Claude-Marie Dubuis (° 1817 - † 1895), évêque catholique de Galveston au Texas de 1862 à 1892. Né à Coutouvre.
- Louis Mercier (° 1870 - † 1951), poète et journaliste, né à Coutouvre.